# Hvalløs
Hvalløs er en landsby i Østjylland, beliggende knap 3 kilometer nordvest for Voldum, 10 kilometer sydøst for Randers og 12 kilometer nordøst for Hadsten. Landsbyen ligger i Region Midtjylland og tilhører Favrskov Kommune.
I Hvalløs findes Voldumtjørnen der er en såkaldt brandelm. Denne var oprindelig en 400 år gammel træstamme, men da træet måtte lade livet for år tilbage, voksede der nye skud frem, så den fortsat er i live. Den ligger tæt ved vejen til Nielstrup og er brandtræ for Hvalløs by. Sagnet fortæller er der ligger en skat begravet under elmen.
Clausholm Slot findes ca. 2 kilometer øst for landsbyen.